# Marcus Wallenberg (1781–1822)
För andra personer med samma namn, se Marcus Wallenberg
Marcus Wallenberg, född 12 november 1781 i Västerlösa, Östergötland, död 22 mars 1822; komminister.

## Föräldrar
- Johan Månsson, bonde i Spärringe, Västerlösa socken, Östergötland
- Christina Wallberg, syster till Marcus Wallenberg (1744-1799)

## Biografi
Idkade studier i Linköping, student vid Uppsala universitet 1800, vid Greifswalds universitet 1805, magister där 1806, prästvigd 1807, komminister i Landeryds pastorat från 1814 med tillträde 1815, vice pastor från 1816, respondent vid prästmötet 1820, död 1822. 
En minnesvård utmärker hans grav på Landeryds kyrkogård.